# Чхве Мін Сік
Чхве Мін Сік (кор. 최민식) — південнокорейський актор.

## Біографія
Чхве Мін Сік народився 27 квітня 1962 року в столиці Республіки Корея місті Сеул. Після закінчення університету він дебютував на театральній сцені, пізніше він почав зніматися в кіно та телесеріалах. Підвищенню популярності актора сприяла одна з головних ролей в популярному гостросюжетному фільмі «Свірі» 1999 року. Вдало виконана роль північнокорейського диверсанта, сподобалася як глядачам так і критикам, та принесла Мін Сіку декілька нагород в тому числі «Кращий актор» на 36-й церемонії Великий дзвін. Відомим за межами Кореї Мін Сіка зробила головна роль в гостросюжетному трилері «Олдбой» 2003 року, за роль в цьому фільмі Чхве Мін Сік отримав нагороду «Кращий актор» мало не всіх південнокорейських кінофестивалів. Через два роки він знявся в останній частині «Трилогії помсти» режисера Пак Чхан Ука «Співчуття пані Помста». 
У наступні декілька років актор не знімався в фільмах. Тривала перерва в кар'єрі Мін Сіка була пов'язана з позицію актора стосовно екранних квот затверджених урядом Південної Кореї в межах угоди про вільну торгівлю з США. Він вважав що зменшення квот це смертний вирок корейському кіно, та на знак протеста повернув престижну державну нагороду що вручається за досягнення в культурі. Наслідком демаршу Мін Сіка стало те, що кіностудії побоюючись можливих негативних наслідків, припинили запрошувати на зйомки актора що надто сміливо висловлює свою думку стосовно дій уряду. Під час вимушеної перерви в кінокар'єрі актор зосередився на грі в театрі.
Повернувся на великі екрани Мін Сік лише наприкінці 2008 року, зігравши невеликі ролі в двох фільмах. Повноцінною роллю після повернення стала роль маньяка-садиста в трилері «Я бачив Диявола». Хоча деякі критики та преса відмічали надмірну жорстокість сцен в фільмі, але гра Мін Сіка сподобалася глядачам і фільм мав комерційний успіх. У 2011 році актор озвучив одного з головних персонажів в анімаційному фільмі «Ліфі, курка у дикий світ» що став найпопулярнішим анімаційним фільмом року в Кореї . У наступному році він зіграв головну роль в гангстерському фільмі «Безіменний Гангстер: Правила часу». 
У 2014 році актор дебютував як міжнародний актор, зігравши одну з ролей в науково-фантастичному фільмі Люка Бессона «Люсі». Вдало зіграна роль гангстера сподобалася кінокритикам, а світовий успіх фільму ще більше підвищив популярність актора за кордоном. У тому ж році Мін Сік зіграв адмірала Лі Сун Сіна в історичному фільмі «Битва за мьонрян». Фільм став найпопулярнішим фільмом Південної Кореї всіх часів, та став першим місцевим фільмом що зібрав в прокаті більше 100 млн доларів США. Наступною роллю в кар'єрі Мін Сіка стала головна роль в гостросюжетному історичному фільмі «Тигр: Історія старого мисливця», в якому він зіграв досвідченого старого мисливця якого змушують вполювати останнього тигра Чосона. У 2017 році актор зіграв мера Сеула що збирається брати участь в виборах президента країни та будь-якими методами приховує своє темне минуле в політичній драмі «Мер».
У 2019 році розпочалися зйомки історичного фільму «Астрономія», в якому Мін Сік зіграє роль відомого середньовічного корейського вченого Чан Йон Сіля. 

## Фільмографія
| Рік  | Назва                                           | Роль                                             |
| ---- | ----------------------------------------------- | ------------------------------------------------ |
| 1989 | «Куро Аріран»                                   |                                                  |
| 1990 | «Всі хто падає має крила»                       |                                                  |
| 1992 | «Наш кручений герой»                            | вчитель Кім                                      |
| 1992 | «Нехай наше кохання таким і залишиться»         |                                                  |
| 1993 | «Сара - винна»                                  |                                                  |
| 1995 | «Мати, зірка та морська анемона»                |                                                  |
| 1997 | «Номер 3»                                       | Ма Дон Паль                                      |
| 1998 | «Тиха Родина»                                   | Кан Чхан Ку                                      |
| 1999 | «Свірі»                                         | Му Йон                                           |
| 1999 | «Щасливий кінець»                               | Со Мін Кі                                        |
| 2001 | «Фейлан»                                        | Кан Дже                                          |
| 2002 | «Чі Хва Сон»                                    | Чан Син Оп                                       |
| 2003 | «Олдбой»                                        | О Де Су                                          |
| 2004 | «38 паралель»                                   | головнокомандуючий військами КНДР (камео)        |
| 2004 | «Весняний час»                                  | Хьон У                                           |
| 2005 | «Кулак що плаче»                                | Кан Те Сік                                       |
| 2005 | «Співчуття пані Помста»                         | містер Пек                                       |
| 2009 | «Приливна хвиля»                                | чоловік на мосту, чоловік біля дитячого магазину |
| 2009 | «Гімалаї, де живе вітер»                        | Чхве                                             |
| 2010 | «Я бачив Диявола»                               | Чан Ген Чхоль                                    |
| 2011 | «Ліфі, курка у дикий світ» (анімаційний фільм)  | відставший (голос)                               |
| 2011 | «Арі Арі корейське кіно» (документальний фільм) | сам себе                                         |
| 2012 | «Безіменний Гангстер: Правила часу»             | Чхве Ік Хьон                                     |
| 2013 | «Новий світ»                                    | Кан Хьон Чхоль                                   |
| 2013 | «У моєму кінці - мій початок»                   | лікар (голос, камео)                             |
| 2014 | «Люсі»                                          | містер Чан                                       |
| 2014 | «Битва за мьонрян»                              | Лі Сунсін                                        |
| 2015 | «Тигр: Історія старого мисливця»                | Чхон Ман Док                                     |
| 2016 | «Старі дні» (документальний фільм)              | сам себе                                         |
| 2017 | «Мер»                                           | Бьон Чон Гу                                      |
| 2017 | «Серце почорніло»                               | Ім Те Сан                                        |

- У періуд з 1990 по 1997 рік, Чхве Мін Сік знімався також в телесеріалах, але жодин з них не став відомим за межами Кореї. Всього в фільмографії актора ролі в 13 серіалах.

## Нагороди
| Рік  | Нагорода                                       | Категорія                               | Робота                            | Результат | Примітки |
| ---- | ---------------------------------------------- | --------------------------------------- | --------------------------------- | --------- | -------- |
| 1990 | 4-та Премія KBS драма                          | Кращий новий актор                      | Years of Ambition                 | Перемога  |          |
| 1992 | 13-та Кінопремія Блакитний дракон              | Кращий актор другого плану              | «Наш кручений герой»              | Номінація |          |
| 1993 | 31-ша Кінопремія Великий дзвін                 | Кращий актор другого плану              | «Наш кручений герой»              | Номінація |          |
| 1993 | 38-й Азійсько-тихоокеанський кінофестиваль     | Кращий актор другого плану              | «Наш кручений герой»              | Перемога  |          |
| 1994 | Премія MBC драма                               | Нагорода за високу майстерність (актор) | The Moon of Seoul                 | Номінація |          |
| 1997 | 21-й Сеульський театральний фестиваль          | Кращий актор                            | «Водій таксі»                     | Перемога  |          |
| 1997 | 35-та Кінопремія Великий дзвін                 | Кращий актор другого плану              | «Номер 3»                         | Номінація |          |
| 1999 | 22-га Премія Золотий кінематограф              | Найпопулярніший актор                   | «Свірі»                           | Перемога  |          |
| 1999 | 35-та Премія Пексан                            | Кращий кіноактор                        | «Свірі»                           | Перемога  |          |
| 1999 | 36-та Кінопремія Великий дзвін                 | Кращий актор                            | «Свірі»                           | Перемога  |          |
| 1999 | 20-та Кінопремія Блакитний дракон              | Кращий актор                            | «Свірі»                           | Номінація |          |
| 1999 | 2-га Режисерська премія                        | Кращий актор                            | «Щасливий кінець»                 | Перемога  |          |
| 2000 | 45-й Азійсько-тихоокеанський кінофестиваль     | Кращий актор                            | «Щасливий кінець»                 | Перемога  |          |
| 2001 | 2-га Премія Пусанських кінокритиків            | Кращий актор                            | «Фейлан»                          | Перемога  | [ 20 ]   |
| 2001 | 22-га Кінопремія Блакитний дракон              | Кращий актор                            | «Фейлан»                          | Перемога  | [ 21 ]   |
| 2001 | 21-ша Премія корейської асоціації кінокритиків | Кращий актор                            | «Фейлан»                          | Перемога  |          |
| 2001 | 4-та Режисерська премія                        | Кращий актор                            | «Фейлан»                          | Перемога  |          |
| 2002 | 38-ма Премія Пексан                            | Кращий кіноактор                        | «Фейлан»                          | Номінація |          |
| 2002 | 39-та Кінопремія Великий дзвін                 | Кращий актор                            | «Фейлан»                          | Номінація |          |
| 2002 | 4th Deauville Asian Film Festival              | Кращий актор                            | «Фейлан»                          | Перемога  | [ 22 ]   |
| 2002 | 23-та Кінопремія Блакитний дракон              | Кращий актор                            | «Чі Хва Сон»                      | Номінація |          |
| 2003 | 24-та Кінопремія Блакитний дракон              | Кращий актор                            | «Олдбой»                          | Перемога  | [ 23 ]   |
| 2004 | 40-а Премія Пексан                             | Кращий кіноактор                        | «Олдбой»                          | Перемога  |          |
| 2004 | 41-ша Кінопремія Великий дзвін                 | Кращий актор                            | «Олдбой»                          | Перемога  | [ 24 ]   |
| 2004 | 12-та Премія кіномистецтв Chunsa               | Кращий актор                            | «Олдбой»                          | Перемога  | [ 25 ]   |
| 2004 | 24-та Премія корейської асоціації кінокритиків | Кращий актор                            | «Олдбой»                          | Перемога  | [ 26 ]   |
| 2004 | 1-ша Премія Max Movie                          | Кращий актор                            | «Олдбой»                          | Перемога  |          |
| 2004 | 49-й Азійсько-тихоокеанський кінофестиваль     | Кращий актор                            | «Олдбой»                          | Перемога  |          |
| 2004 | 7-ма Режисерська премія                        | Кращий актор                            | «Олдбой»                          | Перемога  |          |
| 2004 | 1-й Університетський кінофестиваль Кореї       | Кращий актор                            | «Олдбой»                          | Перемога  |          |
| 2004 | 3-тя Корейська кінопремія                      | Кращий актор                            | «Олдбой»                          | Перемога  | [ 27 ]   |
| 2004 | 3-тя Корейська кінопремія                      | Кращий актор                            | «Весняний час»                    | Номінація |          |
| 2004 | 25-та Кінопремія Блакитний дракон              | Кращий актор                            | «Весняний час»                    | Номінація |          |
| 2005 | The Village Voice Annual Film Critics Poll     | Best Performance, Rank #40              | «Олдбой»                          | Перемога  |          |
| 2005 | 9th Fantasia Festival                          | Кращий актор                            | «Кулак що плаче»                  | Перемога  | [ 28 ]   |
| 2005 | 5th Korea World Youth Film Festival            | Фаворітний актор                        | «Кулак що плаче»                  | Перемога  |          |
| 2010 | 13-та Режисерська премія                       | Кращий актор                            | «Я бачив Диявола»                 | Перемога  |          |
| 2010 | 47-ма Кінопремія Великий дзвін                 | Кращий актор                            | «Я бачив Диявола»                 | Номінація |          |
| 2010 | 8-ма Корейська кінопремія                      | Кращий актор                            | «Я бачив Диявола»                 | Номінація | [ 29 ]   |
| 2011 | Scream Awards                                  | Кращий лиходій                          | «Я бачив Диявола»                 | Номінація |          |
| 2012 | Fangoria Chainsaw Awards                       | Кращий актор                            | «Я бачив Диявола»                 | Номінація |          |
| 2012 | 48-ма Премія Пексан                            | Кращий кіноактор                        | Безіменний Гангстер: Правила часу | Номінація |          |
| 2012 | 21-ша Кінопремія Buil                          | Кращий актор                            | Безіменний Гангстер: Правила часу | Перемога  | [ 30 ]   |
| 2012 | 6-та Премія азійсько-тихоокеанський екран      | Кращий актор                            | Безіменний Гангстер: Правила часу | Перемога  | [ 31 ]   |
| 2012 | 49-та Кінопремія Великий дзвін                 | Кращий актор                            | Безіменний Гангстер: Правила часу | Номінація |          |
| 2012 | 33-тя Кінопремія Блакитний дракон              | Кращий актор                            | Безіменний Гангстер: Правила часу | Перемога  | [ 32 ]   |
| 2013 | 4-та Кінопремія KOFRA                          | Кращий актор                            | Безіменний Гангстер: Правила часу | Перемога  | [ 33 ]   |
| 2013 | 7-ма Азійська кінопремія                       | Кращий актор                            | Безіменний Гангстер: Правила часу | Номінація | [ 34 ]   |
| 2013 | 7-ма Азійська кінопремія                       | Фаворітний актор                        | Безіменний Гангстер: Правила часу | Номінація |          |
| 2014 | 2-га Премія Азійська зірка Marie Claire        | Актор року                              | «Битва за Мьонрян»                | Перемога  |          |
| 2014 | 23-тя Кінопремія Buil                          | Кращий актор                            | «Битва за Мьонрян»                | Номінація |          |
| 2014 | 34-та Премія корейської асоціації кінокритиків | Кращий актор                            | «Битва за Мьонрян»                | Перемога  | [ 35 ]   |
| 2014 | 51-ша Кінопремія Великий дзвін                 | Кращий актор                            | «Битва за Мьонрян»                | Перемога  | [ 36 ]   |
| 2014 | 4-та Премія артисти року SACF                  | Головний приз (Daesang)                 | «Битва за Мьонрян»                | Перемога  | [ 37 ]   |
| 2014 | 35-та Кінопремія Блакитний дракон              | Кращий актор                            | «Битва за Мьонрян»                | Номінація |          |
| 2014 | 3-тя Премія корейської асоціації кіноакторів   | Топ-зірка                               | «Битва за Мьонрян»                | Перемога  |          |
| 2015 | 6-та Кінопремія KOFRA                          | Кращий актор                            | «Битва за Мьонрян»                | Перемога  | [ 38 ]   |
| 2015 | 10-та Премія Max Movie                         | Кращий актор                            | «Битва за Мьонрян»                | Перемога  | [ 39 ]   |
| 2015 | 20-та Премія кіномистецтв Chunsa               | Кращий актор                            | «Битва за Мьонрян»                | Номінація | [ 40 ]   |
| 2015 | 9-та Азійська кінопремія                       | Кращий актор                            | «Битва за Мьонрян»                | Номінація | [ 41 ]   |
| 2015 | 51-ша Премія Пексан                            | Кращий кіноактор                        | «Битва за Мьонрян»                | Номінація |          |
| 2015 | 51-ша Премія Пексан                            | Головний приз (Daesang) (фільм)         | «Битва за Мьонрян»                | Перемога  | [ 42 ]   |
| 2016 | 21-ша Премія кіномистецтв Chunsa               | Кращий актор                            | «Тигр: Історія старого мисливця»  | Номінація |          |
| 2016 | 53-тя Кінопремія Великий дзвін                 | Кращий актор                            | «Тигр: Історія старого мисливця»  | Номінація |          |
| 2017 | 6-та Премія корейської асоціації кіноакторів   | Топ зірка                               | «Серце почорніло»                 | Перемога  | [ 43 ]   |